# Atos de reparação
Reparação é um conceito teológico intimamente ligado aos de expiação e satisfação. Na teologia ascética, reparação é a reparação de insultos dados a Deus por meio do pecado, próprio ou do outro. A resposta do homem deve ser reparação através da adoração, oração e sacrifício. Na tradição católica romana, um ato de reparação é uma oração ou devoção com a intenção de expiar os "pecados dos outros", por exemplo, para reparar o pecado da blasfêmia, os sofrimentos de Jesus Cristo ou como atos de reparação à Virgem Maria.

## Dever de reparação
Na encíclica Miserentissimus Redemptor, o Papa Pio XI disse:
"O amor da criatura deve ser dado em troca do amor do Criador, outra coisa se segue disso de uma vez: o mesmo Amor não criado, se assim for, foi negligenciado pelo esquecimento ou violado pela ofensa, algum tipo de compensação deve ser processado pelo prejuízo, e essa dívida é geralmente chamada pelo nome de reparação".

## Perspectiva teológica
Segundo Thomas Slater, reparação é um conceito teológico intimamente ligado aos de expiação e satisfação, e é considerado um mistério sagrado no catolicismo. É o ensino dessa fé que o homem é uma criatura que caiu de um estado original de graça em que foi criado, e que através da encarnação, paixão e morte de Jesus Cristo, ele foi redimido e restaurado novamente em um certo grau à condição original. Embora Deus pudesse ter tolerado as ofensas dos homens gratuitamente, se Ele tivesse escolhido fazê-lo, contudo, na providência divina, Ele não fez isso; Ele julgou melhor exigir satisfação pelos ferimentos que o homem lhe havia causado. É melhor para a educação do homem que o mal de sua parte acarrete a necessidade de satisfação. Essa satisfação foi feita adequadamente a Deus pelo sofrimento, paixão e morte de Jesus Cristo, feito homem para nós. Pela submissão voluntária à Sua paixão e morte na cruz, Jesus Cristo expiou a desobediência e o pecado do homem. Assim, ele reparou a majestade ofendida de Deus pelos ultrajes que o Criador constantemente sofre pelas mãos de Suas criaturas.
O homem é restaurado à graça pelos méritos da morte de Jesus Cristo, que a graça lhe permite acrescentar suas orações, obras e provações às de Nosso Senhor "e encher as coisas que estão faltando nos sofrimentos de Cristo, em minha carne, por seu corpo, que é a igreja" (Colossenses 1:24). Assim, o homem pode reparar a justiça de Deus por suas próprias ofensas contra Ele e, em virtude da Comunhão dos Santos, da unidade e solidariedade do Corpo místico de Cristo, ele também pode satisfazer e reparar a pecados dos outros.
A ideia de reparação é um elemento essencial da devoção católica romana ao Sagrado Coração de Jesus.

## História
No século XVII, o cristianismo havia visto grandes profanações do Santíssimo Sacramento, que renovaram a atenção à dimensão da expiação e da adoração e deram origem a várias sociedades para o Santíssimo Sacramento. Em 1654, Catarina de Bar fundou a Ordem das Irmãs Beneditinas de Adoração Perpétua do Santíssimo Sacramento em Paris.
Algumas organizações católicas cujo foco era a reparação incluíam a Arquiconfraria de Reparação por blasfêmia e negligência do domingo, fundada pelo bispo Pierre Louis Parisis em 1847; e a Arquiconfraria da Santa Face, fundada pelo Venerável Leo Dupont em 1851. Em 1886, o Papa Leão XIII autorizou a formação da Arquiconfraria da Missa de Reparação em Roma.

## Métodos
A Missa, a re-apresentação do sacrifício do Calvário (isto é, outra apresentação do sacrifício de Cristo no Calvário ao Pai sob sinais sacramentais), foi de acordo com Tomás de Aquino especialmente adequado para reparar o pecado. Mas alguma cautela foi pedida aqui após o impacto dos estudos bíblicos sobre a teologia católica após o Concílio Vaticano II; noções da ira de Deus que são mais características das primeiras escrituras hebraicas e de tensão entre o Pai e o Filho renderam um enfoque trinitário sobre "a oferenda dos crentes em união com Cristo pela qual eles compartilham de sua relação de aliança com o Pai".

## Orações de reparação
Uma série de orações como o Ato de Reparação à Virgem Maria apareceu no Raccolta, uma coleção de orações católicas e boas obras com indulgências anexas. O Raccolta incluiu várias orações diversas por reparação. O Raccolta foi preterido em 1968. 
- o Rosário das Feridas Sagradas ( que não inclui os habituais mistérios do rosário) se concentra em aspectos redentivos específicos do sofrimento de Cristo no Calvário, com ênfase nas almas do purgatório.[7]
- O Ato de Reparação a Jesus Cristo e pela reparação da blasfêmia é A Devoção do Rosto Sagrado da Flecha de Ouro (Oração), introduzida pela irmã Maria de São Pedro em 1844. Essa devoção (iniciada pela irmã Marie e depois promovida pelo venerável Leo Dupont) foi aprovada pelo papa Leão XIII em 1885.[8]
- o Ato de Reparação da Santíssima Trindade é baseado nas mensagens de Nossa Senhora de Fátima e faz parte do que é geralmente chamado de Orações do Anjo.[9][10]

## Comunhão de reparação na primeira sexta-feira
Receber a Comunhão como parte de uma devoção da primeira sexta-feira é uma devoção católica para oferecer reparação pelos pecados através do Sagrado Coração de Jesus. Nas visões de Cristo relatadas por Santa Margarida Maria Alacoque no século XVII, várias promessas foram feitas às pessoas que praticavam as primeiras devoções de sexta-feira, uma das quais incluía perseverança final.
A devoção consiste em várias práticas que são realizadas em cada primeira sexta-feira de nove meses consecutivos. Nestes dias, uma pessoa deve assistir à Santa Missa e receber a Comunhão. Em muitas comunidades católicas é incentivada a prática da Hora Santa da meditação durante a exposição do Santíssimo Sacramento durante as primeiras sextas-feiras.

## Aparições
Algumas aparições marianas mencionaram a necessidade de reparação.
Muitos homens neste mundo afligem o Senhor. Desejo que as almas o consolem, para abrandar a ira do Pai Celestial. Desejo, com meu Filho, almas que reparem pelo seu sofrimento e sua pobreza pelos pecadores e ingratos.
As mensagens de Nossa Senhora de Fátima também enfatizaram a necessidade de reparações. De acordo com as crianças videntes, Maria lhes pediu que fizessem sacrifícios para salvar os pecadores.

## Confraternidades e associações piedosas de reparação
- A Sodalidade em Oração foi fundada pelo Venerável Abade Hildebrand Gregori em 1950. Tornou-se a Congregação das Irmãs Beneditinas da Reparação da Santa Face em 1977.[15]